# Alexander von Oer

Alexander von Oer

Alexander Ernst Theobald Freiherr von Oer (* 26. August 1841 in Dresden; † 20. April 1896 ebenda) war ein deutscher Straßen- und Eisenbahningenieur sowie Rektor der Technischen Hochschule Dresden.

## Leben

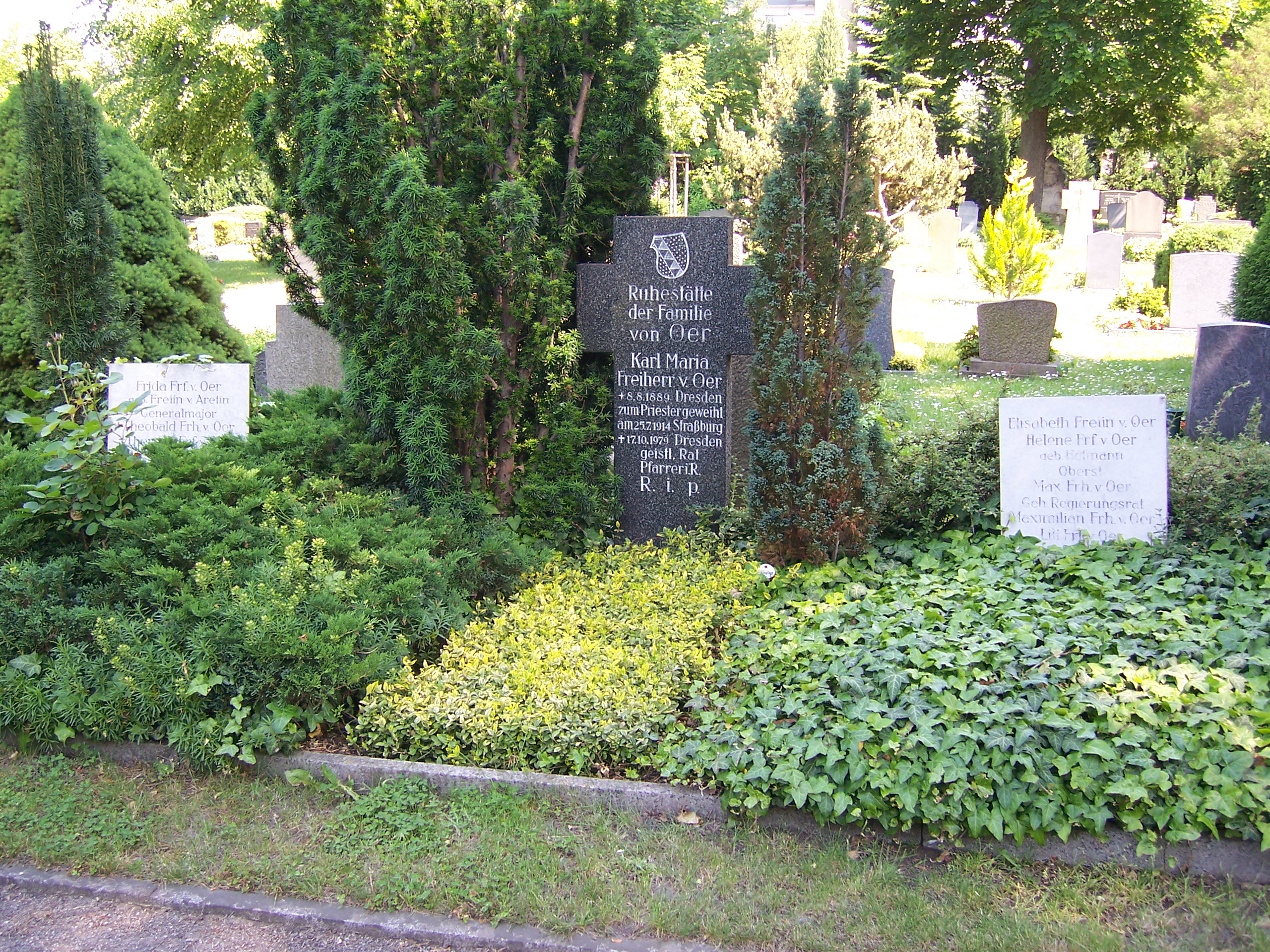
Grab von Alexander von Oer auf dem Alten Katholischen Friedhof in Dresden

Alexander von Oer wurde 1841 als eines von acht Kindern des Malers Theobald von Oer und seiner Frau Marie Ernestine Schumann (1816–1878) in Dresden geboren. Zu seinen Geschwistern zählten Malerin Anna Maria von Oer, der geistliche Schriftsteller Sebastian von Oer (1845–1925) und Franz von Oer (1852–1930), Generalvikar der Diözese Graz-Seckau.
Alexander von Oer studierte nach Ende der Gymnasialzeit von 1856 bis 1861 Bauingenieurwesen an der Polytechnischen Schule Dresden und wurde dort Mitglied des Corps Marcomannia. 1865 legte er das Staatsexamen als Zivilingenieur ab. Anschließend war er als Ingenieur bei den Sächsischen Staatsbahnen tätig. Im Jahr 1879 wurde Oer zum Vorstand des Eisenbahn-Ingenieurbezirks Leipzig I ernannt; fünf Jahre später wurde er Betriebsdirektor. Im Jahr 1889 stieg der zum Mitglied der Generaldirektion der Königlich Sächsischen Staatseisenbahnen auf und wurde Finanzrat im Sächsischen Finanzministerium. Er trug den Titel eines Geheimen Hofrats.
Ab 1891 lehrte Alexander von Oer Tunnelbau an der Technischen Hochschule Dresden, an der er selbst studiert hatte, und wurde 1894 als Nachfolger von Christian Otto Mohr ordentlicher Professor für Straßen- und Eisenbahnbau an der Hochschule. Am 29. Februar 1896 übernahm er das Amt des Rektors von Martin Krause im Rahmen der ersten feierlichen Investitur der Hochschule. Bereits kurz darauf erkrankte er schwer und verstarb am ersten Tag des neuen Semesters der Hochschule knapp zwei Monate nach Amtsantritt. Der damalige sächsische Kultusminister Paul von Seydewitz ließ der Hochschule angesichts des Todes ihres Rektors übermitteln, dass König Albert „an diesem Verluste warmen Anteil“ nehme. Alexander von Oer wurde im Familiengrab Oer auf dem Alten Katholischen Friedhof in Dresden beigesetzt.

## Publikationen
- nach 1875: Chemnitz-Komotauer Eisenbahn, 2 Übersichtskarten, Federzeichnung
- 1877: Über die Anwendung von Eisen im Tunnelbau. In: Mitteilungen der Ingenieur- und Architektenvereinigung 1877.